# コミスジ
コミスジ（小三條、学名 Neptis sappho）はチョウ目（鱗翅目）タテハチョウ科に分類されるチョウの一種。翅の模様と飛び方が特徴的である。

## 分布
シベリアの亜寒帯域から中央アジア、インドシナ半島、台湾の熱帯域まで、アジアに広く分布する。
日本では北海道から屋久島・種子島まで分布するが、トカラ列島以南の南西諸島には分布しない。日本産は亜種 N. s. intermedia W. B. Pryer, 1877 として分類されるが、この亜種は近隣の東アジア地域にも分布する。

## 特徴
成虫の前翅長は 23-31mm。翅は横長で黒褐色をしており、白帯が前翅に1本、後翅に2本斜めに走る。翅を開くとこれらの帯模様が「三」字に見える。この帯模様以外にも、前翅のやや外側には横長の白斑が並ぶ。翅裏も同じ模様だが、地色は明るい茶色になる。また、体には緑色の毛が生える。

## 生態
成虫は4月から11月まで長期間見られ、その間に1-4回発生する。低地や丘陵地の森林周辺に多く、郊外の住宅地でも見られるが、遮蔽物がないためか山頂にはあまりおらず、山麓のチョウといえる。
パタパタと数回羽ばたき、数秒ほど翅を水平に開いて滑空する特徴的な飛び方をする。白黒に色分けされた紙切れが風で飛ばされているようにも見える。樹液にはあまり来ず、花や吸水に来るが、アゲハチョウ類のように大規模な吸水集団を形成することはない。
幼虫はクズ、ハギ、フジ、ニセアカシアなどのマメ科植物を食草とする。冬は3齢幼虫で越冬する。

## 近縁種
タテハチョウ科の中では、イチモンジチョウ亜科は翅裏の枯れ葉模様がなく、睡眠・交尾以外で止まるときは翅を開いていることが多い。翅の表と裏で差異がない点、班が体に対して垂直に走る点はマダラチョウ科に似る。
ミスジチョウ属はミスジチョウ、ホシミスジ、オオミスジ等どれも似たような模様だが、本種とリュウキュウミスジ N. hylas は前翅の帯模様が途中で一ヶ所明確に分断される点で他の種類と区別できる。本種は翅裏の「三」字の真ん中に縁取りがないが、リュウキュウミスジは細い黒線で縁取られる。名前は、ミスジチョウに似て、小柄なことから。

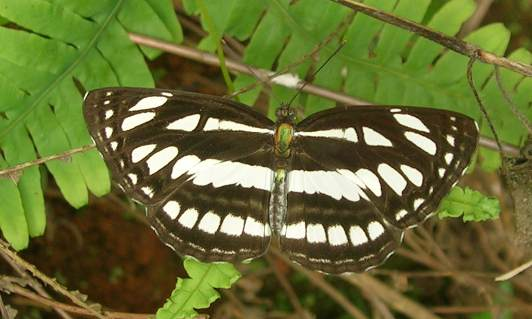
リュウキュウミスジ。「三」字帯の一番上が左右一ヶ所ずつ分断されている